# 瓦卡托比國家公園
瓦卡托比國家公園是印尼的國家公園，位於蘇拉威西島東南面，處於東南蘇拉威西省，成立於2002年，面積13,900平方公里，涵蓋圖康伯西群島四大島嶼。擁有大量的珊瑚礁以及豐富的熱帶海洋生態。